# わずかいっちょまえ
『わずかいっちょまえ』は、星里もちるによる日本の漫画作品。コメディ・ホームドラマ風ファンタジー。『月刊少年キャプテン』（徳間書店）にて、1990年2月・3月合併号から10月号まで連載された。全8話、単行本は全1巻。

## あらすじ
遊川和好（ゆかわ わずか）は小学6年生の女の子。交通事故で他界した愛犬の「マッハ号」の好物である「茶巾ずし」を供えるために「マッハ号の墓」に向かう途中、幼馴染だが「いじめっ子」である伴太一（ばん たいち）とその友達にいじめられていた、二足歩行で身長1メートルほどもある不思議な「ウォンバット」を助ける。父親はおらず、母親は遅くまで仕事のため、独りで12歳の誕生日を迎える和好。茶巾ずしを供えた「マッハ号の墓」の前で、「茶巾ずし」を食べながら寂しさのあまり泣き続ける和好を、天界から「下界ビジョン」で見ていたのは、和好を心配するあまり、成仏できずにいるマッハ号だった。
ある日、太一たちにいじめられている和好を見かねた「マッハ号」は、一時的に下界に戻ることを許される。下界に降り立ち、和好を助けようとした「マッハ号」だが、突如、あの不思議なウォンバットが「マッハ仮面」と名乗り、和好と太一たちの前に現れ、太一たちを懲らしめる。マッハ号を思い出し泣き崩れる和好に、ウォンバットは「自分はマッハ号」と名乗り去っていくが、後に残されたのは、和好の前に現れるタイミングを失って呆然とする、本物の「マッハ号」であった。
和好の前に度々現れ、マッハ号のふりをして和好の心を癒やす事に自らの意義を見い出すウォンバット「マッハ号II号」と、太一とは和解しながらも、和好には一度も会わずに、下界に居られる残り時間を減らしながら、影で見守り続ける成仏できない犬「マッハ号」。春になり中学生となった和好と太一は、ぶつかりあい、互いに悩みながらも、みんなに見守られ、少しずつ大人になっていく……。

## 登場人物

### 主人公とその家族および友人・関係者
遊川 和好（ゆかわ わずか）
12歳の女の子。物語開始時は小学6年生だったが、第3話以降は、恒条学園付属中学校1年A組の生徒となる。優等生で学年ではいつも1番。恒条学園付属中1年A組では委員長を務める。仕事で帰りの遅い母親に代わり、殆ど毎日の食事・洗濯・掃除などの家事全般の多くをこなし、昼食の弁当も自分で作っている。母親を気遣い、家に独りでいるときも寂しい素振りを見せずにいる、優しい心の持ち主。中学1年になり、自分の担任となった小山内の大人っぽい優しさに、憧れを抱く。
和好のお母さん
出版関係の仕事をしており、出勤も遅く帰宅も遅いため、家事全般の多くを和好に頼っている。最終話に僅かに登場するのみであるが、メガネをかけ髪を後ろに束ねたその容姿は、同作者の「電話をください」（「ハーフな分だけ」下巻に収録）の主人公と同棲していた、出版関係の仕事をしている女性や、「微熱ください」に登場する杉本と呼ばれる女性とよく似ている。
伴 太一（ばん たいち）
和好と幼馴染の男の子。物語開始時は和好と同じクラスの小学6年生で、第3話以降は、和好と同じ恒条学園付属中学校1年A組。成績優秀だが、和好がいつも1番のため、学年ではいつも2番。恒条学園付属中1年A組では副委員長を務める。和好に恋心を抱いているが、万年2番の成績の嫉妬と照れ隠しのためか、事あるごとに和好をからかい、吉田兄弟たちと「いじめ」に近いことをしていた。ただし、物語中盤からは、からかいや、いじめはしなくなり、和好の気持ちを理解できるようになる。また、初めは敵対していたマッハ号とも、途中からたびたび会っては、和好についての相談事をしていた。物語終了時は成績がトップクラスからは外れ、2年B組となり、和好とは別のクラスになってしまう。
吉田（よしだ）兄弟
小学6年生（物語開始時）の男の子2人。容姿が酷似しており、双子と推測される。物語中ではそれぞれ「吉田 兄」と「吉田 弟」と呼ばれている。サッカーが得意で、太一たちの中学校とは別の、スポーツに力を入れている中学校に進学した。小学生の頃は太一と一緒に和好をからかったりいじめたりしていたが、中学が別れてからはそれも無くなり、殆ど交流をしていない。
後藤（ごとう）くん
和好や太一と同じ、恒条学園付属中学校1年A組の男子生徒。角ばったメガネをかけている。成績についての発言がきっかけで、太一と取っ組み合いの喧嘩をするが、のちに太一が謝罪したことで仲直りをし、和好が提案した教室掃除にも参加し、クラスメイトとも会話を交わすようになる。
滝川（たきがわ）さん
和好や太一と同じ、恒条学園付属中学校1年A組の女子生徒。和好が提案した「生徒による教室掃除」に参加した経緯で、和好とは友達になる。彼女の母親は、和好が提案した教室掃除に対し、「放課後の掃除のせいで勉強時間が不足する」と学校に苦情を申し出た。
小山内 康夫 （おさない やすお）
和好と太一が第3話から通う、恒条学園付属中学校1年A組の担任。第3話より登場。背が極端に高く、ドア上部や通路などの鴨居によく頭をぶつけている。和好が提案した「生徒による教室掃除」の件で、滝川の母親についてきた滝川の父親が、教室掃除を提案した和好に対し、偏見と不適切な態度を取った際に、小山内が滝川の父親を殴ってしまったため、退職に追い込まれてしまう。下の名前は第7話で登場する電話番号簿にて判明している。

### 動物たちと天界の住人
マッハ号（マッハごう）
和好が飼っていた愛犬。和好の12歳の誕生日より前（物語が始まる前）に交通事故で他界したが、和好が心配で成仏できずにおり、天界に留まっていた。「メガミさま」の念力を封じ込めた首輪を身につけることで、一時的に地上に降り、和好を陰から見守ることになった。念力を封じ込めた首輪には星印が複数ついており、地上に居られる残り時間を表している。地上では、幽霊のように身体が透けており、物に触ることができないが、人語（日本語）を話すことができ、体長は通常の中型犬程度。呪文「3べん回ってワン」を唱えると、1分間だけ実体になることができるが、首輪の念力を一定量消費してしまう。和好がピンチの時など、和好の心の変化を遠隔から感じ取る能力を持つ。生前の好物は茶巾ずし。
マッハ号II号（マッハごう2ごう） / 別名：マッハ仮面（マッハかめん）
ウォンバット。マッハ号と異なり、こちらは実体がある。本物のウォンバットと同程度の体長1メートル程度だが、二足歩行をし、日本語を話すことができる（物語中の世界では、この常識からは外れる2点の事実について、何故か和好と太一のみは違和感無く受け入れている）。コンピュータなどの文明機械を理解し操作でき、和好がピンチになった時に反応するセンサーを街中に取り付け、マッハ号の墓のある場所の近くの洞穴に住みながら、和好を見守っている。和好がピンチの時には、サイドバックを背中に背負い、ゴーグルのようなものとマントを身に着けて「マッハ仮面」として和好の前に現れ、「マッハ号」を名乗っている。上空を飛行する航空機の騒音が弱点で、騒音を聞くと気を失い倒れてしまう。本物のマッハ号からは「II号」と呼ばれている（「II」はローマ数字の2）。
カミさま
第1話のみ登場。天界におり、髪の毛は角状に尖っており、眉毛とヒゲが異様に長く、左右の眉毛はつながっており、長いマントを身に着けている。無断で「下界ビジョン」で下界の和好の様子を見ていた「マッハ号」を戒めた。
メガミさま
第1話以降、数回登場。普段は天界におり、おばさんパーマをかけたような髪形で、恰幅のよい姿でワンピースのようなものを纏っている。念力を封じ込めた首輪をマッハ号を与え、一時的に下界に返した。下界に降りたマッハ号を心配しており、地上からマッハ号が助けを求めた際には、天界からマッハ号に助言をしている。

## その他
- 各話のタイトル（第1話「だるまさんころんだの巻」から第8話（最終話）「うしろの正面だあれの巻」）は、日本の童謡のタイトルからつけている。
- 第3話にて、入学式の日に担任の小山内が教室での挨拶時に披露したギャグ「ザマーミロのヴィーナス」は、『危険がウォーキング』の神坂公平のものである。また、最終話（第8話）には、通行人として「りびんぐゲーム」の不破雷蔵と氷山一角が登場している。
- 最終話（第8話）に登場する「水沢航空記念公園」は、埼玉県所沢市にある「所沢航空記念公園」がモデルになっていると考えられる。このことから、物語の舞台は埼玉県所沢市周辺であり、物語中において、頻繁に爆音を轟かせながら街の上空を飛行する航空機は、埼玉県狭山市および入間市にある「航空自衛隊入間基地」から離着陸する航空機のものであると考えられる。

## 単行本
- 少年キャプテンコミックススペシャル版：徳間書店より 1991年3月発行、全1巻。202頁。ISBN 4-19-831031-9
- ビームコミックス版：復刻版としてエンターブレインより 2003年3月7日発行、全1巻。205頁。ISBN 4-7577-1317-7
  - 読み切り「花よりさんぽ」（『月刊アニメージュ』1990年10月号別冊付録「漫画大行進90秋」掲載）も併せて収録。8頁。
  - 復刻版あとがき（1頁）、第3話「花いちもんめ」雑誌初出時の扉イラスト（1頁）も併せて収録。カバーイラスト描き下ろし。